# Nangli Sakrawati
Nangli Sakrawati es una ciudad censal situada en el distrito de Delhi sudoeste,  en el territorio de la capital nacional,  Delhi (India). Su población es de 37706 habitantes (2011). 

## Demografía
Según el censo de 2011 la población de Nangli Sakrawati era de 37706 habitantes, de los cuales 20454 eran hombres y 17252 eran mujeres. Nangli Sakrawati tiene una tasa media de alfabetización del 85,17%, inferior a la media estatal del 86,21%: la alfabetización masculina es del 91,24%, y la alfabetización femenina del 77,97%.